# Roseau (Minnesota)
Roseau é uma cidade localizada no estado americano de Minnesota, no Condado de Roseau.

## Demografia
Segundo o censo americano de 2000, a sua população era de 2756 habitantes.
Em 2006, foi estimada uma população de 2818, um aumento de 62 (2.2%).

## Geografia
De acordo com o United States Census Bureau tem uma área de
6,2 km², dos quais 6,2 km² cobertos por terra e 0,0 km² cobertos por água. Roseau localiza-se a aproximadamente 319 m acima do nível do mar.

## Localidades na vizinhança
O diagrama seguinte representa as localidades num raio de 44 km ao redor de Roseau.